# Santiago (Kap Verde)
 For alternative betydninger, se Santiago (flertydig). (Se også artikler, som begynder med Santiago)
Santiago (portugisisk for "Apostelen Jakob"), eller Santiagu på det lokale kreolsprog bádiu, er den største ø tilhørende Kap Verde og halvdelen af landets befolkning bor på denne ø.
Santiago ligger mellem øerne Maio (40 km vest) og Fogo (50 km øst) og tilhører øgruppen Sotavento. Santiago var den første ø, som blev befolket i 1462 i dalen Ribeira Grande, den blev senere til byen Cidade Velha.
På øen ligger Kap Verdes hovedstad Praia (portugisisk for strand) og en international lufthavn. Andre byer på øen er:
Assomada og Tarrafal.
15°04′40″N 23°37′29″V / 15.0778°N 23.6247°V